# Rhipidura lepida
El abanico de Palaos (Rhipidura lepida) es una especie de ave paseriforme de la familia Rhipiduridae endémica de Palaos, en Micronesia.

## Descripción
Mide 18 cm de largo. Su corona y partes inferiores son de un tono rufo-canela, su grupa es algo más clara, el anillo que rodea el ojo y la cobertura de los oídos son de tono pardo oscuro; su garganta es blanca y sus plumas de vuelo son de un tono canela.

## Distribución y hábitat
Es endémico de las islas de Palaos. Su hábitat natural son los bosques húmedos tropicales.